# The Great Ace Attorney 2: Resolve
The Great Ace Attorney 2: Resolve (大逆転裁判２ -成歩堂龍ノ介の 覺悟-?, Dai gyakuten saiban 2: Naruhodō Ryūnosuke no kakugo) è il decimo capitolo della serie Ace Attorney. Seguito di The Great Ace Attorney: Adventures, è stato annunciato nel corso del Tokyo Game Show 2016. Il gioco è stato convertito per iOS e Android nell'aprile 2018. Insieme al suo predecessore, è incluso nella raccolta The Great Ace Attorney Chronicles per Nintendo Switch, PlayStation 4 e Microsoft Windows.

## Trama
Ambientato nel periodo Meiji, gli eventi del gioco si svolgono alcuni mesi dopo le vicende di The Great Ace Attorney: Adventures.
The Adventure of the Blossoming Attorney  (弁護少女の覚醒と冒險?)
Due mesi dopo il ritorno in Giappone, l'assistente legale Susato Mikotoba (寿沙都 御琴羽?) scopre che la sua migliore amica Rei Membami (村雨 葉織?, Haori Murasame) è accusata dell'omicidio di Jezaille Brett (ジェゼール・ブレット?, Jezail Brett), l'assassina di John H. Watson che doveva essere mandata a Shanghai il giorno seguente per essere processata sotto la legge inglese. Nessun avvocato vuole prendere il caso, data la gravità dell'omicidio e le circostanze avvenute in una cabina di una spiaggia, così Susato decide di assumere la difesa per scagionarla. Ma a causa delle leggi giapponesi che vietano la presenza di donne in tribunale, si mette sotto le mentite spoglie di Ryūtarō Naruhodō (龍太郎 成歩堂?), supportata anche dal padre Yūjin Mikotoba (悠仁 御琴羽?). Ad assumere l'accusa è Taketsuchi Auchi (武土 亜内?) che, credendo nel travestimento di Susato, spera di ottenere la sua vendetta contro chi l'ha sconfitto in tribunale nove mesi fa.
The Memoirs of the Clouded Kokoro  (吾輩と霧の夜の回想?)
Ryunosuke Naruhodo riceve una lettera di Susato che gli chiede di rileggere i file sul secondo caso che coinvolse Natsume Sōseki, quello degli "alloggi stregati", per cercare risposte sull'improvviso rimpatrio dell'assistente. Il giorno dopo che Ryunosuke è riuscito a dimostrare l'innocenza del suo cliente, si ritroverà a doverlo difendere ancora una volta dall'accusa di un tentato omicidio verso un aspirante attore teatrale di nome William Shamspeare (ウイリアム・ペテンシー?, William Petenshy) che è stato ritrovato avvelenato nel suo alloggio, salvo essere miracolosamente vivo. Durante le indagini e il processo, Ryunosuke farà finalmente luce sui fatti accaduti negli ultimi giorni che hanno tanto tormentato lo sfortunato Sōseki che si crede vittima di una maledizione originata dall'oscuro passato degli alloggi.
The Return of the Great Departed Soul  (未来科学と亡霊の帰還?)
Durante la Grande Esposizione di Londra viene tenuta una speciale esibizione della macchina inventata dal professor Albert Harebrayne (ベンジャミン・ドビンボー?, Benjamin Dobinbough) basata sull'ipotesi della "cinesi istantanea". Durante la dimostrazione qualcosa va storto e il professore viene accusato dell'omicidio di Odie Asman (エライダー・メニンゲン?, Elyder Meningen), il volontario che salì sulla macchina e di cui ne era anche il finanziatore, il cui corpo viene ritrovato nella vicina Crystal Tower. Ryunosuke si fida della buona volontà dello scienziato e lo difende dall'accusa, ma tra varie indagini sia fuori che dentro il tribunale andrà a conoscere un famigerato caso di dieci anni fa che gettò Londra nel terrore: quello dell'anonimo omicida seriale conosciuto come "il Professore".
Twisted Karma and His Last Bow  (ねじれた男と最後の挨拶?)
Otto giorni dopo aver scagionato Albert Harebrayne dalle accuse, Ryunosuke e Susato raggiungono il Great Waterloo Hotel per ricevere Yujin Mikotoba e Seishiro Jigoku (慈獄政士郎?), il giudice della Corte Suprema nonché ministro degli affari esteri, venuti a Londra per un importante simposio di scienza forense. Più tardi, nell'appartamento a Baker Street, ricevono la visita di una signora di nome Evie Vigil (アンナ・ミテルモン?, Anna Mittlemont) che chiede di ritrovare il marito scomparso, che dieci anni fa lavorava come capocarceriere della prigione dove fu incarcerato e giustiziato il Professore. Ryunosuke accetta il caso mentre Herlock si occupa di un altro caso che riguarda una sospetta "Lega dei Capelli Rossi". Durante le indagini che seguono, ricevono una tragica notizia: l'ispettore Tobias Gregson (トバイアス・グレグソン?) è trovato morto in un appartamento sulla Fresno Street e l'unico sospettato è Barok Van Zieks. A rendere le cose ancora più difficili per l'avvocato sarà l'arrivo di una vecchia conoscenza sul banco dell'accusa.
The Resolve of Ryunosuke Naruhodo  (成歩堂龍ノ介の覺悟?)
Seguito diretto del capitolo precedente, il caso diventa ancor più grave e personale dopo che vengono rivelati dei nessi con il caso del Professore e la presunta maledizione del "Mietitore della Bailey" che aleggia su Barok Van Zieks, dove i criminali assolti dalla sua accusa trovarono la morte in modi accidentali. Il processo a corte chiusa continua stavolta con il presidio di Mael Stronghart in persona e Ryunosuke trova finalmente la risolutezza che lo spinge a cercare e trovare la verità sui fatti che hanno perseguitato Londra per dieci anni.